# 1021년

## 연호
- 북송(北宋) 천희(天禧) 5년
- 요(遼) 개태(開泰) 10년 / 태평(太平) 원년
- 일본(日本) 간닌(寛仁) 5년 / 지안(治安) 원년
- 리 왕조(李朝) 투언티엔(順天) 12년

## 기년
- 북송(北宋) 진종(眞宗) 24년
- 요(遼) 성종(聖宗) 40년
- 고려(高麗) 현종(顯宗) 12년
- 리 왕조(李朝) 태조(太祖) 12년

## 탄생
- 12월 12일 - 송나라의 개혁 정치인 왕안석. (~1086년)

### 미상
- 이란 중세의 군주 카이 카우스. (~1098년)